# Irom Chanu Sharmila
Irom Chanu Sharmila, född 14 mars 1970 i Manipur, är en indisk människorättsaktivist och poet. Hon genomförde en 16 år lång fasta som har kallats "världens längsta hungerstrejk", i protest mot den indiska regeringens politik i delstaten Manipur. Sharmila kallas också "Järnladyn från Manipur".  
Den 3 november 2000 inledde Sharmila en hungerstrejk i protest mot  Armed Forces Special Powers Act , som ger indiska myndigheter långtgående befogenheter i kampen mot separatister och rebeller. Under strejken hölls Sharmila inspärrad och tvångsmatades. Hon avslutade hungerstrejken den 9 augusti 2016.

## Läs mer
My Body My Weapon - Intervju med Sharmila (på engelska). Youtube. Läst 10 augusti 2016.